# Sviluppo di Windows Me
Con il nome in codice Millennium si intende le varie build distribuite dopo Windows 98 SE per lo sviluppo di Windows Millennium Edition. Spesso però Millennium viene usato come nome della versione ufficiale che invece è Millennium Edition o Me.

## Inizi dello sviluppo
Già nel marzo 1999 dopo la distribuzione di Windows 98 SE, Microsoft annunciò che dopo Windows 98 non ci sarebbero state più versioni di Windows sviluppate con il kernel monolitico di Windows 9x., poiché ritenuto obsoleto. Tuttavia dopo aver abbandonato il progetto Windows Neptune, che avrebbe dovuto introdurre il kernel NT nei sistemi operativi domestici, Microsoft annunciò che l'erede di Windows 98 era in fase di sviluppo. Nel 1997 Millennium era considerato (come del resto annunciato) il nome in codice per una versione di Windows NT successiva a Windows NT 5.0, che secondo Microsoft andava distribuita nel 2001. Nel 1999 Millennium divenne ufficialmente il nome in codice per l'erede di 98, spesso riconosciuto come 98 Millennium Edition o 2000 Millennium proprio durante le varie build di Windows Millennium. Microsoft utilizzò anche un nome in codice secondario: Georgia.

## Stadio di Sviluppo Preliminare
La prima versione di Millennium, la build 2332.2, era molto simile a Windows 98 SE: cambiava solamente la schermata di avvio, che presentava il logo Windows Millennium su uno sfondo azzurro cielo. Il primo sostanziale cambiamento riguardava lo spegnimento del computer: se nelle versioni precedenti, l'utente doveva prima cliccare l'opzione Shut down, adesso era sufficiente confermare l'opzione. La build 2348 includeva Windows Media Player e la nuova versione di Internet Explorer 5, integrata poi in Windows 2000. Identica alla build 2348 è la build 2350.3 che non presenta migliorie visibili. La build 2358 integrava invece gli sfondi per il desktop di Windows 2000. Nessuna novità visibile nella build 2368.

## Stadio di Sviluppo Beta
La beta 1 introdusse parecchi miglioramenti: in questa release, il logo di Windows 98 SE venne completamente eliminato; il sistema ora si identificava come Windows Millennium o Windows 2000 Millennium.
La build 2394 introdusse per la prima volta in Windows il Ripristino configurazione di sistema che permetteva di ripristinare i file perduti facendo tornare il computer indietro nel tempo.
La beta 2 introdusse parecchie migliorie nel Ripristino configurazione di sistema, ed incluse una nuova versione di Internet Explorer, la 5.5. Millennium ora veniva definito come Windows 98 Millennium Edition.
La Beta 2 Refresh cambiò notevolmente. Il setup fu parzialmente riscritto e per la prima volta in Windows comparve Windows Movie Maker, alla build 1200. L'interfaccia del System Restore venne riscritta ed era presente anche Windows NetMeeting 3.1.
Nella build 2470 il Ripristino di sistema fu completamente riscritto. Nella build 2481, i logo cambiarono completamente, così come il sistema si chiamava ora Windows Me (benché il prompt di MS-DOS lo riconoscesse ancora come Windows Millennium). Nella build 2491 le icone di molti programmi cambiarono. Nella Build 2499.3 non vi furono migliorie visibili. La build 2499.7 (Beta 3), annunciata nel 2000, incluse diversi miglioramenti e venne distribuita in Inglese, Giapponese, Tedesco e Coreano. Nella build 2509 Windows Media Player 6.4 è stato aggiornato alla versione 7.0 ed ha introdotto una nuova interfaccia.
Nelle build 2513 e 2516 non presentavano migliorie visibili, e rappresentano la fase finale dello sviluppo di Windows Me.

## Curiosità
Le icone di Windows Me sono uguali a quelle di Windows 2000.
Windows Millennium Beta 1 e 2 sono ritenute da alcuni beta tester, più stabili della beta 3 e della release finale di Windows Me.
Molte delle applicazioni, loghi e immagini di Windows Me sono state introdotte in varie build di Microsoft Whistler.